# Daïra d'Aïn Taghrout
La daïra d'Aïn Taghrout est une daïra d'Algérie située dans la wilaya de Bordj Bou Arreridj et dont le chef-lieu est la ville éponyme de Aïn Taghrout.

## Localisation
La daïra d'Aïn Taghrout est située à l'Est de la wilaya de Bordj Bou Arreridj.

## Communes de la daïra
La daïra d'Aïn Taghrout comprend deux communes : Aïn Taghrout et Tixter.

## Économie
Une zone industrielle va être construite à cheval sur les territoires de la daïra de Bir Kasdali, la daïra d'Aïn Taghrout et la daïra de Ras El Oued. Cevital sera la première entreprise en y installant une usine de fabrication de fenêtres à double vitrage.